# Puja
La puja (devanagari: पूजा pūjā) est un rite d'offrande et d'adoration de l'hindouisme, du bouddhisme et du jaïnisme. Sa signification et son déroulement sont différents dans ces trois traditions.

## La puja dans la tradition hindoue

### Le déroulement du rituel
La puja est un rituel censé provoquer la « descente » (archāvatara) d'une divinité à l'intérieur d'une image la représentant, d'une statue ou d'un symbole comme le lingam.
L'invocation, réalisée par le pujari (l'officiant), débute par le tintement d'une clochette, qui appelle la divinité. Elle se poursuit par l'offrande de fleurs fraîches, de denrées, d'encens, accompagnée de musique et de la récitation de mantras. S'il s'agit d'une statue ou d'un lingam, le pujari l'oint d'huile, de camphre et de pâte de santal et la recouvre de guirlandes.
Le lingam est lavé de lait et d'eau sacrée comme celle en provenance du Gange. Le liquide ainsi versé se répand dans la yoni. Puis, il est oint de ghi, de pâte de santal et orné de fleurs. Le darshan marque le point culminant du rite, lorsque la divinité se révèle à tous.
La pûjâ est célébrée dans les temples par les brahmanes. Dans le foyer, le chef de famille assure la pûjâ.
Dans la société hindoue, la puja tient un rôle essentiel. C’est un acte central et quotidien de l'hindouisme.

### Le lingam

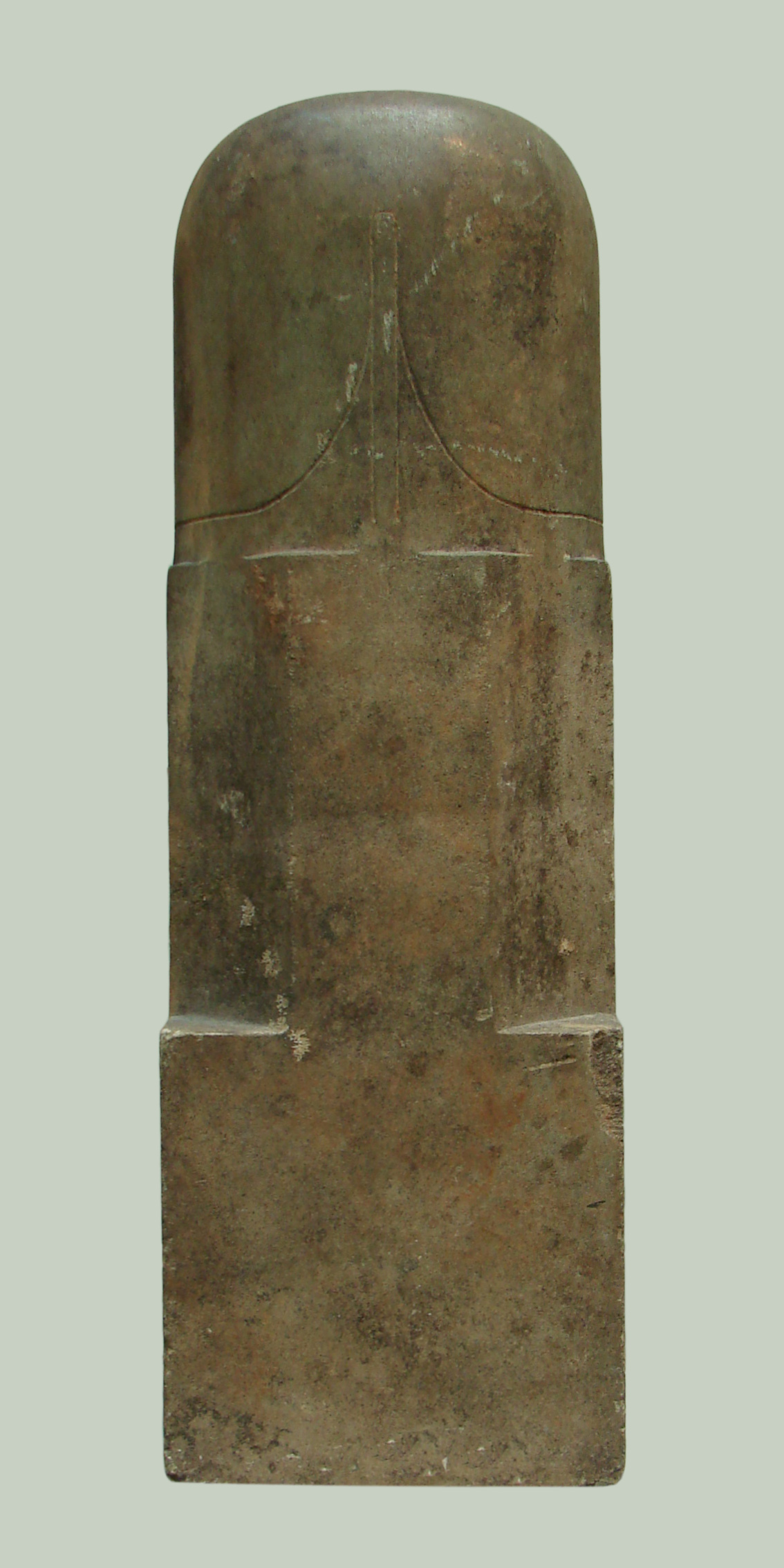
Les 3 segments du lingam (art khmer du Xe siècle, Musée Guimet, Paris.

« Linga » signifie « signe » en sanskrit. Le linga en lui-même n'est pas vénéré. Il est adoré en tant que représentationn[réf. nécessaire] en tant que « signe » de Shiva. Les lingayats considèrent que le Lingam est Dieu en personne, Shiva, L'Infini omniprésent. On distingue les linga fabriqués par la main de l'homme et ceux nés d'eux-mêmes, trouvés dans la nature, les svayambhu-linga. Il existe de très nombreuses représentations du linga à travers toute l'Inde. Parmi elles, il existe 12 lingas sacrés dits « de lumière » (jyotirlingam)
Un linga se divise en trois parties. La première, cachée dans le piédestal, carrée, incarne Brahma. La seconde est octogonale et enserrée par la yoni, elle représente Vishnou. La dernière se dresse au-dessus de la yoni, symbolisant Shiva.
Le linga est vénéré au cours des puja, il est oint de ghi et reçoit des offrandes.

### Le rituel dans la vie de l'hindou
Dans la tradition hindoue, temples et maisons ont tous leurs autels devant lesquels le prêtre, la famille, les amis de la famille viennent faire leur puja en l’honneur des dieux et des divinités. La puja occupe une place importante parmi les rituels quotidiens des hindous.
L’autel devant lequel se déroule la cérémonie comporte une ou plusieurs statues, une ou plusieurs images qui représentent le dieu ou la déesse du lieu. Cette divinité peut être Krishna, Lakshmi, la déesse de la beauté et de l’intelligence, Ganesh, le dieu à tête d’éléphant, qui porte chance et éloigne les obstacles, ou encore tout autre divinité hindoue.
Si, le plus souvent, les cérémonies sont accomplies dans la maison familiale ou dans le temple, elles peuvent aussi être réalisées dans la rue, à une croisée de routes, aux pieds d’un sage, appelé en Inde guru, lequel peut représenter une divinité vivante. Dans des occasions très solennelles, la cérémonie comporte musique, danse et procession dans les rues de la ville. Une telle procession peut prendre la forme d’une circumambulation de type solaire. Elle est alors effectuée par un prêtre attaché au lieu saint et ce sont les fidèles de ce lieu qui déposent les offrandes, murmurent les mantras et font les invocations aux dieux. En réalité, la puja est le plus souvent faite par un prêtre brahmane. La complexité de la science rituelle pousse les familles, les temples à s’attacher un spécialiste des pujas qui a étudié les textes religieux écrits en langue sanscrite et qui sait réciter les formules. Le prêtre est payé pour le service rendu, les honoraires faisant partie intégrante des rites de puja. Ils pèsent eux-mêmes dans le poids des mérites ou démérites de celui qui offre la puja.

## Puja dans le bouddhisme
Dans le bouddhisme, la puja désigne un rituel d'offrandes. Il exprime de la gratitude envers le bouddha, ou une déité, forme pure de l'esprit, telle que Tchenrézi, personnifiant la compassion, Manjushri, la sagesse, etc.

## Puja dans le jaïnisme
Il existe deux types de puja dans le jaïnisme: les pujas extérieures à soi: les dravya pujas, et les pujas intérieures, pratiquées par le cœur et l'intellect du croyant: les bhava pujas. Différentes sortes de pujas externes se pratiquent comme les rituels devant des images des Maîtres éveillés, les Tirthankaras; L'offrande de fleurs ou une lampe à beurre allumée devant une image pieuse sont aussi des rituels courants. Dans son propre esprit, la puja peut prendre la forme d'une récitation, d'un mantra ou d'hymnes. La méditation sur des pèlerinages effectués est aussi conseillée,.